# Perkins Engines

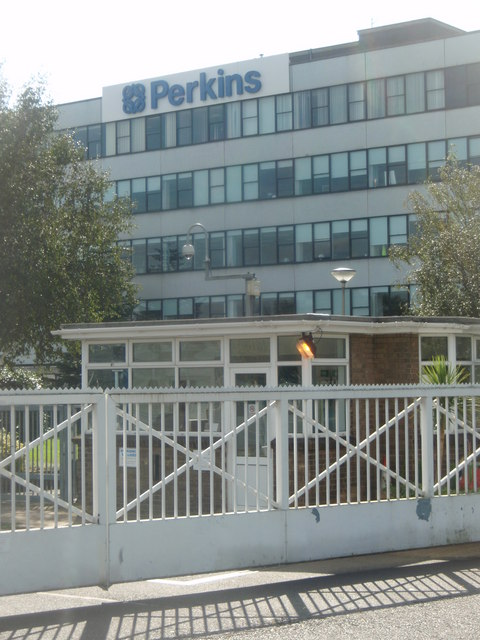
Bürogebäude und Pforte am Firmensitz

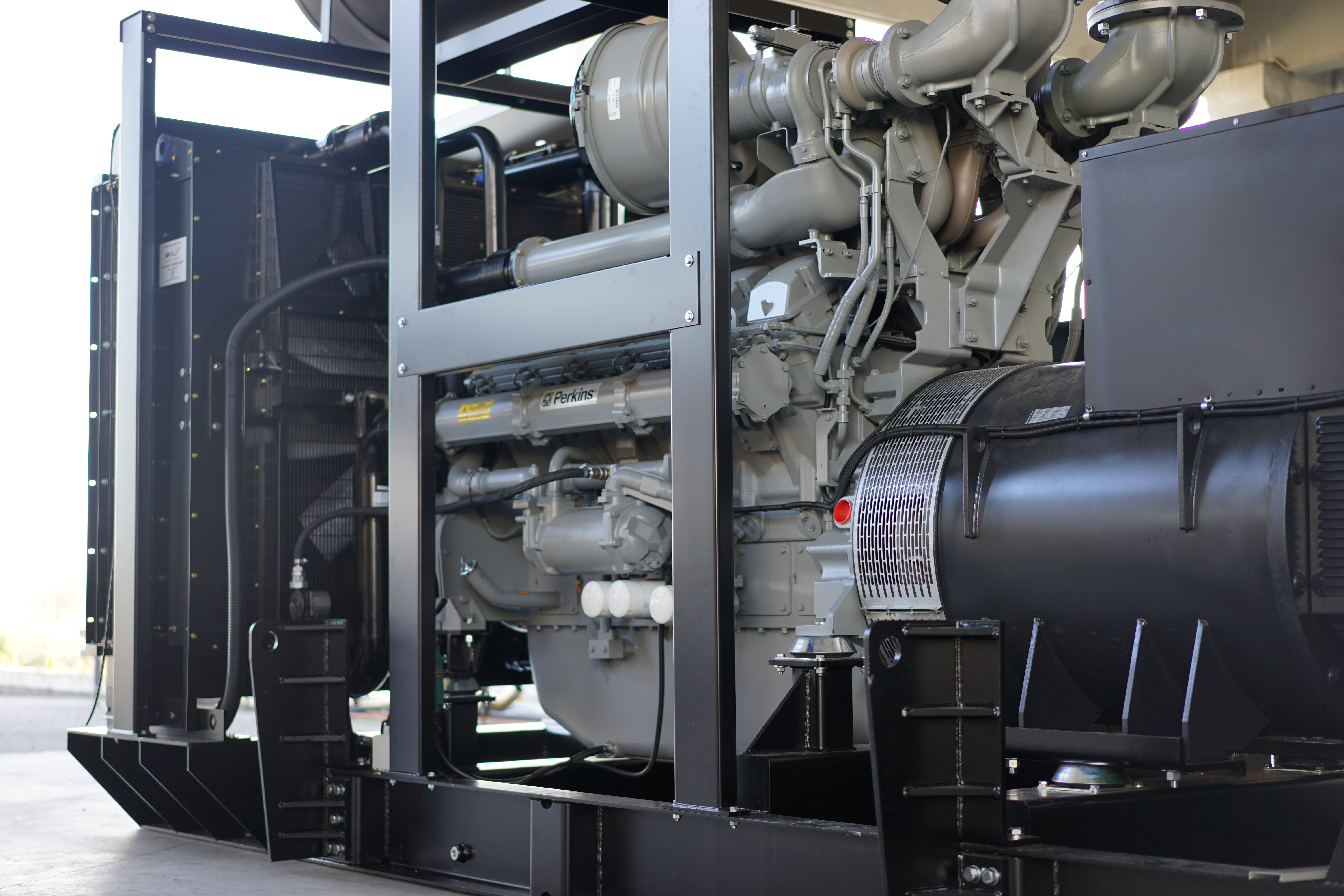
1750 kVA Notstromaggregat mit Perkins 12-Zyl. Dieselmotor

Perkins Engines Company Ltd. ist ein britischer Hersteller von Diesel- und Gasmotoren. Sitz des Unternehmens ist Peterborough in Großbritannien. Die Produktionsstätten befinden sich dort sowie in Stafford (Großbritannien) und Curitiba (Brasilien). Vertriebs- und Serviceniederlassungen sind weltweit vorhanden.

## Geschichte
Frank Perkins, der am 7. Juni 1932 eine kleine Maschinenfabrik eröffnete und bald schon selbstentwickelte Motoren verkaufte, war der Gründer des Unternehmens.
1959 wurde es an Massey Ferguson verkauft, behielt jedoch seinen Markennamen.
1986 erwarb Perkins L. Gardner and Sons von Hawker Siddeley.
Seit Dezember 1997 ist Perkins Teil von Caterpillar; der Name Perkins wurde auch diesmal beibehalten.

## Anwendung in Deutschland
Bei seiner Einführung wurde der Transporter VW LT mit Perkins-Dieselmotoren angeboten. Der Ford Transit MK2 hatte zu Beginn ebenfalls einen Perkins-Dieselmotor mit 64 PS. Aber auch zahlreiche Land- und Baumaschinen wurden mit Perkins-Motoren ausgestattet.